# Якуб Вітецький
Якуб Вітецький (пол. Jakub Witecki; народився 21 липня 1990 у м. Криниця-Здруй, Польща) — польський хокеїст, нападник. Виступає за ГКС (Тихи) у Польській Екстралізі. 
Вихованець хокейної школи КТХ «Криниця». Виступав за СМС I (Сосновець), ГКС (Тихи).
У складі національної збірної Польщі провів 9 матчів (2 голи); учасник чемпіонату світу 2011 (дивізіон I). У складі молодіжної збірної Польщі учасник чемпіонатів світу 2008 (дивізіон I), 2009 (дивізіон I) і 2010 (дивізіон I). У складі юніорської збірної Польщі учасник чемпіонатів світу 2007 (дивізіон I) і 2008 (дивізіон I).
Срібний призер чемпіонату Польщі (2011). Володар Кубка Польщі (2010).